# Humming Bird
Humming Bird (dt. summender Vogel) war eine britische Automarke, die zwischen 1948 und 1950 von der Pippbrook Garages Ltd. in Dorking (Surrey) hergestellt wurde. Es handelte sich dabei um ein Leichtfahrzeug.
Der Humming Bird Sports basierte auf dem Austin 7 aus der Zeit vor dem Zweiten Weltkrieg. Das schmale Fahrgestell mit dem seitengesteuerten 0,75-l-Vierzylinder-Reihenmotor wurde mit einer zweisitzigen Karosserie mit geschwungenen vorderen Kotflügeln bestückt. Die Hinterräder besaßen Radabdeckungen. Der Motor war mit zwei Solex-Vergasern ausgestattet und leistete damit mehr als die ursprünglichen 12 bhp (8,8 kW) des Vorkriegs-Austin. Der Kühlergrill war im Ahornblatt-Design gehalten.
Nachdem der Humming Bird Sports zum Teil aus gebrauchten Teilen aufgebaut worden war, galt er im fiskalischen Sinne nicht als Neuwagen. Damit konnte die relativ hohe Neuwagensteuer im Vereinigten Königreich umgangen werden.

## Modelle
| Modell | Bauzeitraum | Zylinder | Hubraum   | Radstand |
| ------ | ----------- | -------- | --------- | -------- |
| Sports | 1948–1950   | 4 Reihe  | 747,5 cm³ | 2057 mm  |